# Campionato russo di pallavolo femminile
Il campionato russo di pallavolo femminile è un insieme di tornei pallavolistici per squadre di club russe, istituiti dalla Federazione pallavolistica della Russia.

## Struttura
- Campionati nazionali professionistici:

Superliga: a girone unico, partecipano dieci squadre.
- Campionati nazionali non professionistici:

Vysšaja Liga A: a girone unico, partecipano nove squadre;
Vysšaja Liga B: a girone unico, partecipano ventidue squadre divise in quattro gironi.